# Charles Houvenaghel
Charles Houvenaghel, né le 4 août 1878 à Nieuport (Belgique) et mort le 15 février 1966 à Paris 20e, est un acousticien belge dont les travaux ont essentiellement porté sur l'amélioration des instruments à vent avec des méthodes scientifiques.
Il était reconnu à son époque comme le plus grand acousticien depuis Adolphe Sax.

## Biographie
Charles François Émile Houvenaghel (nom d'origine Karel Frans Emiel Houvenaeghel) est né le 4 août 1878 à Nieuwpoort en Belgique. 
Charles Houvenaghel est acousticien et un joueur de clarinette basse ; il est fréquemment invité à venir jouer dans les concerts et les concours dans l'harmonie de La Couture-Boussey, dirigée par le facteur et bassonniste Georges Leblanc, dans laquelle jouent les musiciens, ouvriers et fabricants d'instruments de la région. En 1908, Georges Leblanc l'engage dans son atelier de facture instrumentale (maison Leblanc) . 
En parallèle, il exerce au collège Saint-Nicolas à Paris. 
Charles Houvenaghel a également travaillé pour divers facteurs d'instruments pendant sa carrière, en plus de la maison Leblanc. 
Au milieu des années 1920, l’atelier-magasin Leblanc ouvre au 70 rue des Rigoles, à Paris, et le couple Houvenaghel y occupe un petit appartement attenant qu'ils occuperont jusqu'à la retraite. 
Ses activités ont permis à Georges et Léon Leblanc de déposer de nombreux brevets d'invention pour le perfectionnement du jeu des clarinettes et des saxophones qui sont désormais dans le domaine public. On distinguera, entre autres, les travaux suivants :
- en 1908, Georges Leblanc recrute Charles Houvenaghel pour son atelier de recherches acoustiques destiné à la facture des instruments à vent (bois)[2] :
  - amélioration du mécanisme de la clarinette soprano en si ,
  - les 4 clés de cadence dites "Leblanc" pour la main droite servant aux trilles, ou Jump Keys,
  - la première clarinette basse avec clé de registre automatique,
  - le demi-trou (sur le plateau de l'index de la main gauche) pour clarinette alto puis pour clarinette basse,
  - le bocal réglable pour les clarinettes basse et alto...
- 1931 : invention du système « Rationnel intégral » pour saxophone[3],[4],[5],[6]. Ce système de clétage est basé sur le système Boehm et utilise 26 clés indépendantes (et 1 clé d’octave) et permet d’éviter les doigtés de fourche.
  - des modèles simplifiés du "système Rationnel" dit "Semi-Rationnel" pour saxophones alto ont également été fabriqués entre 1931 et 1975[7].
- à partir de 1930, il développe pour la maison Leblanc des clarinettes basse, contralto et contrebasse en métal en forme de trombone (dites paperclip) empruntant leur forme repliée au contrebasson. Il obtient une reconnaissance mondiale pour ces inventions.
- 1939 : sur la base des modèles paperclip, il élargit la famille des clarinettes avec la clarinette octo-contrebasse (1 prototype). Ce projet a été abandonné compte-tenu des dimensions de l'instrument et de la venue de la seconde guerre mondiale. La longueur du tube replié est d'environ 5 m. L'instrument sonne à l'octave inférieure de la clarinette contrebasse en si , soit deux octaves en dessous de la clarinette basse en  si  et trois octaves en dessous de la clarinette en si . Sa sonorité est à rapprocher de celle des jeux d'anche d'orgue de 32 pieds.
- 1948 : brevet d'invention du système de clarinette "Double Boehm" (DB) en son nom propre[8],[9],[10]. Le principe est de simplifier les doigtés de la main gauche en reproduisant ceux de la main droite du système Boehm: le mi  devient alors un doigté simple sans correspondance entre les deux corps de l'instrument; l'émission des notes et harmoniques aiguës est facilitée. En dépit de ses avantages, ce système n'a pas rencontré son public.
- 1960 : clarinette LeBlanc modèle "Dynamic H" avec une grosse perce de 15 mm, conçue par Charles Houvenaghel. Ce modèle a été adopté par les clarinettistes de jazz Pete Fountain et Woody Herman et a la réputation d’être l’une des meilleures clarinettes jamais conçues pour le jazz, en raison de son énorme qualité de timbre dans le registre du chalumeau et sa brillance dans les registres aiguë et suraiguë. Ce modèle a ensuite été rebaptisé et produit sous le nom de modèle "Pete Fountain" en inscription sur le pavillon.
- 1971 : Une clarinette octo-contralto en mi  a été fabriquée 5 ans après sa mort (3 exemplaires) sur la base des plans de Charles Houvenaghel[11],[12]. Un exemplaire est visible au musée des instruments à vent de La Couture-Boussey exposé avec le prototype de la clarinette octo-contrebasse.

Il a publié diverses études sur ses travaux en acoustique.
Il a joué dans le quintette Leblanc avec Louis Costes et M. Gauthier (clarinettes soprano), Léon Leblanc (clarinette alto), M. Lebailly (clarinette basse) et Charles Houvenaghel (clarinette contrebasse).
Vers 1960, il a formé à Paris en techniques d'acoustique et de facture des instruments à vent le saxophoniste classique américain Eugene Rousseau qui a participé ultérieurement à l'amélioration des saxophones Yamaha au Japon. Ces instruments étaient initialement fabriqués pour le marché américain sous la marque VITO, associée à Leblanc USA, dans les années 1970. 
Il prend sa retraite en 1959.
À sa mort le 15 février 1966 à Paris, il est enterré au cimetière de Belleville.
Depuis 2012, un trio de clarinettistes (Christophe Delerce, Ugo Boscain, Baptiste Arnaud) lui rend un hommage musical éponyme.